# Leila Ali Elmi
Leila Ali Elmi, född 16 januari 1988 i Etiopien, är en svensk miljöpartistisk politiker. Sedan riksdagsvalet i Sverige 2018 är hon riksdagsledamot, efter att blivit invald i valkretsen Göteborgs kommun genom 1 467 personröster. Hon är ledamot i Arbetsmarknadsutskottet och suppleant i Utbildningsutskottet och Civilutskottet. Sedan hösten 2021 är hon ledamot av Miljöpartiets partistyrelse.

## Biografi
Ali Elmi har somalisk bakgrund och är uppväxt och bor i nordöstra Göteborg. Hon har arbetat som tolk i nio år och var under mandatperioden 2014–2018 ersättare i stadsdelsnämnden i Angered.
Leila Ali Elmi är positiv till att införa jämlikhetsdata där man registrerar människor efter bland annat etnicitet och religion. Detta är inte miljöpartiets officiella linje, men under riksmötet 2019/20 skrev Ali-Elmi en enskild motion tillsammans med partikamraten Annika Hirvonen Falk där de föreslog detta. Registrering av jämlikhetsdata är kontroversiellt och motionen avslogs i riksdagens kammare.
I en ledartext av Ivar Arpi om klanröstning och etnisk röstning lyftes Leila Ali-Elmi. Ledartexten ställde frågan "Hur påverkar etniska röster demokratin" Leila Ali Elmi bemötte kritiken med att den mest handlar om demonisering.
Enligt Expressen valdes Ali Elmi till riksdagen efter en kampanj riktad mot somalier i Göteborgs förorter.